# Tschapajewo (Kaliningrad, Moskauer Rajon)
Tschapajewo (russisch Чапаево, deutsch Prappeln) ist ein Ort innerhalb des Moskauer Rajons von Kaliningrad (Königsberg (Preußen)), der Hauptstadt der russischen Oblast Kaliningrad (Gebiet Königsberg).

## Geographische Lage
Tschapajewo liegt im Südwesten der Stadt Kaliningrad, sechs Kilometer vom Stadtzentrum entfernt. Durch den Ort verläuft eine Nebenstraße, die Kaliningrad mit Laskino (Godrienen) und Golubewo (Seepothen) verbindet. Eine eigene Bahnstation (bis 1945 „Prappeln“, heute „Kaliningrad-Mamonowski“ genannt) liegt an der Bahnstrecke von Kaliningrad nach Mamonowo (Heiligenbeil) zur Weiterfahrt nach Polen (ehemalige Preußische Ostbahn).

## Geschichte
Das einst Prappeln genannte Dorf wurde erstmals 1425 erwähnt. 
1874 kam es zur Eingliederung in den neu errichteten Amtsbezirk Kalgen im Landkreis Königsberg (Preußen) und Regierungsbezirk Königsberg der preußischen Provinz Ostpreußen.
Im Jahre 1910 betrug die Zahl der Einwohner 336. Sie stieg bis 1933 auf 547.
Am 1. April 1939 verlor Prappeln seine Eigenständigkeit. Wie auch Haffstrom (nicht mehr existent) wurde Prappeln in die Stadtgemeinde und den Stadtkreis Königsberg (Preußen) eingemeindet. 
1945 kam Königsberg zur Sowjetunion. Die Stadt erhielt die russische Bezeichnung „Kaliningrad“, während Prappeln 1946 in „Tschapajewo“ umbenannt wurde. 1947 wurde Tschapajewo dem Baltischen Rajon, einem Stadtbezirk von Kaliningrad, zugeordnet, gehört aber seit 2009 zum Moskauer Rajon, in dem der Baltische Rajon aufging.

## Kirche
Die vor 1945 überwiegend evangelische Bevölkerung Prappelns war in das Kirchspiel Haffstrom (russisch: Schosseiny, untergegangener Ort) eingepfarrt, das zum Kirchenkreis Königsberg-Land 1 innerhalb der Kirchenprovinz Ostpreußen der Kirche der Altpreußischen Union gehörte. Der letzte deutsche Geistliche war Pfarrer Herbert Steinbach.
Heute liegt Tschapajewo im Einzugsbereich der evangelisch-lutherischen Auferstehungskirche in Kaliningrad (Königsberg (Preußen)). Sie ist die Hauptkirche der Propstei Kaliningrad in der Evangelisch-lutherischen Kirche Europäisches Russland (ELKER).